# موقعیت‌منفی
موقعیت منفی (به انگلیسی: Negative Zone)یک شخصیت خیالی قهرمان است که در کتب کامیک مارول کامیکس وجود دارد؛ و برای اولین بار، در شمارهٔ ۵۱ چهار شگفت‌انگیز (Fantastic Four) در جوئن ۱۹۶۶ معرفی شد.